# Ochrona przeciwporażeniowa dodatkowa
Ochrona przeciwporażeniowa w przypadku awarii (do niedawna nazywana dodatkową) – zespół środków technicznych chroniących przed wynikłymi z uszkodzenia ochrony przeciwporażeniowej podstawowej, skutkami zetknięcia się człowieka lub zwierzęcia z częściami przewodzącymi i/lub częściami obcymi.
Środki ochrony przy dotyku pośrednim to:
- Samoczynne wyłączanie zasilania
- Urządzenia II klasy ochronności
- Izolowanie stanowiska
- Nieuziemione połączenia wyrównawcze miejscowe
- Separacja elektryczna

Środki ochrony dodatkowej, zwane również środkami przy dotyku pośrednim powinny działać przy uszkodzeniu izolacji podstawowej. Należy zwrócić uwagę, że tylko w ochronie przez samoczynne wyłączenie zasilania stosowane są uziemione przewody ochronne PE (PEN). Przy stosowaniu pozostałych środków ochrony przy dotyku pośrednim, nie wolno stosować przewodów PE. Wymagane może być jedynie zastosowanie połączeń wyrównawczych CC (uziemionych lub nieuziemionych).